# 4676 Uedaseiji
4676 Uedaseiji је астероид главног астероидног појаса са средњом удаљеношћу од Сунца која износи 2,401 астрономских јединица (АЈ).
Апсолутна магнитуда астероида је 12,6.